# Special Olympics Argentinien
Special Olympics Argentinien (englisch: Special Olympics Argentina) ist der argentinische Verband von Special Olympics International. Sein Ziel ist die Förderung von Sport für Menschen mit geistiger Beeinträchtigung und die Sensibilisierung der Gesellschaft für diese Mitmenschen. Außerdem betreut er die argentinischen Athletinnen und Athleten bei den Special Olympics Wettkämpfen.

## Geschichte
Special Olympics Argentinien wurde 1996 mit Sitz in Buenos Aires gegründet.

## Aktivitäten
2015 waren 26.344 Athletinnen, Athleten und Unified Partner sowie 1.929 Trainer bei Special Olympics Argentinien registriert.
Der Verband nahm 2018 an den Programmen Athlete Leadership, Healthy Athletes, Family Support Network, Volunteer Program, Youth Activation und Unified Sports teil, die von Special Olympics International ins Leben gerufen worden waren.

### Sportarten
Folgende Sportarten wurden 2018 vom Verband angeboten:
- Basketball
- Boccia
- Floor Hockey
- Fußball
- Leichtathletik
- Radsport
- Reiten
- Roller Skating
- Rhythmische Sportgymnastik
- Schneeschuhlaufen
- Schwimmen
- Ski Alpin
- Skilanglauf
- Snowboard
- Tennis
- Turnen

### Teilnahme an Weltspielen vor 2020
- Special Olympics World Summer Games 2011, Athen[3]
- Special Olympics World Winter Games 2013, Pyeongchang
- Special Olympics World Summer Games 2015, Los Angeles (19 Athleten)
- Special Olympics World Winter Games 2017, Graz, Schladming, Ramsau
- Special Olympics World Summer Games 2019, Abu Dhabi (12 Athletinnen und Athleten)[4]

### Teilnahme an den Special Olympics World Summer Games 2023 in Berlin
Special Olympics Argentinien nahm an den Special Olympics World Summer Games 2023 teil. Die Delegation bestand aus 18 Personen. Sie wurde vor den Spielen im Rahmen des Host Town Programms von Fulda betreut. Das Team gewann bei diesen Weltspielen drei Gold-, fünf Silber- und zwei Bronzemedaillen.

### Teilnahme an Weltspielen nach 2023
- 2025 Special Olympics World Winter Games, Turin, Italien (4 Athletinnen und Athleten)[8]

## Erfolgreiche Athletinnen und Athleten (Auswahl)
- Mónica Del Carmen Giménez, Schwimmen, Leichtathletik, Rhythmische Sportgymnastik